# Superliga Española de Hockey Hielo 1984/1985
Sezóna 1984/1985 byla 13. sezonou Španělské ligy ledního hokeje. Vítězem se stal CHH Txuri-Urdin. Tato sezona byla poslední kdy existovala druhá divize.

## První fáze
| Poř | Tým                | Z  | V | R | P  | Skóre  | +/-  | B  |
| --- | ------------------ | -- | - | - | -- | ------ | ---- | -- |
| 1   | CH Jaca            | 10 | 8 | 1 | 1  | 101:28 | +73  | 17 |
| 2   | CHH Txuri-Urdin    | 10 | 7 | 1 | 2  | 113:34 | +79  | 15 |
| 3   | Club Gel Puigcerdà | 10 | 7 | 0 | 3  | 141:43 | +98  | 14 |
| 4   | Vizcaya Bilbao HC  | 10 | 5 | 0 | 5  | 87:59  | +28  | 10 |
| 5   | AD Roller Gasteiz  | 10 | 2 | 0 | 8  | 45:138 | -93  | 4  |
| 6   | CH Boadilla        | 10 | 0 | 0 | 10 | 22:207 | -185 | 0  |

## Konečná fáze
| Poř | Tým                | Z  | V  | R | P  | Skóre   | +/-  | B  |
| --- | ------------------ | -- | -- | - | -- | ------- | ---- | -- |
| 1   | CHH Txuri-Urdin    | 16 | 11 | 3 | 2  | 159:59  | +100 | 25 |
| 2   | CH Jaca            | 16 | 10 | 3 | 3  | 135:57  | +78  | 23 |
| 3   | Club Gel Puigcerdà | 16 | 9  | 2 | 5  | 168:79  | +89  | 20 |
| 4   | Vizcaya Bilbao HC  | 16 | 6  | 0 | 10 | 117:106 | +11  | 12 |